# Aloe suzannae
Aloe suzannae là một loài thực vật thuộc họ Asphodelaceae. Đây là loài đặc hữu của Madagascar.

## Hình ảnh

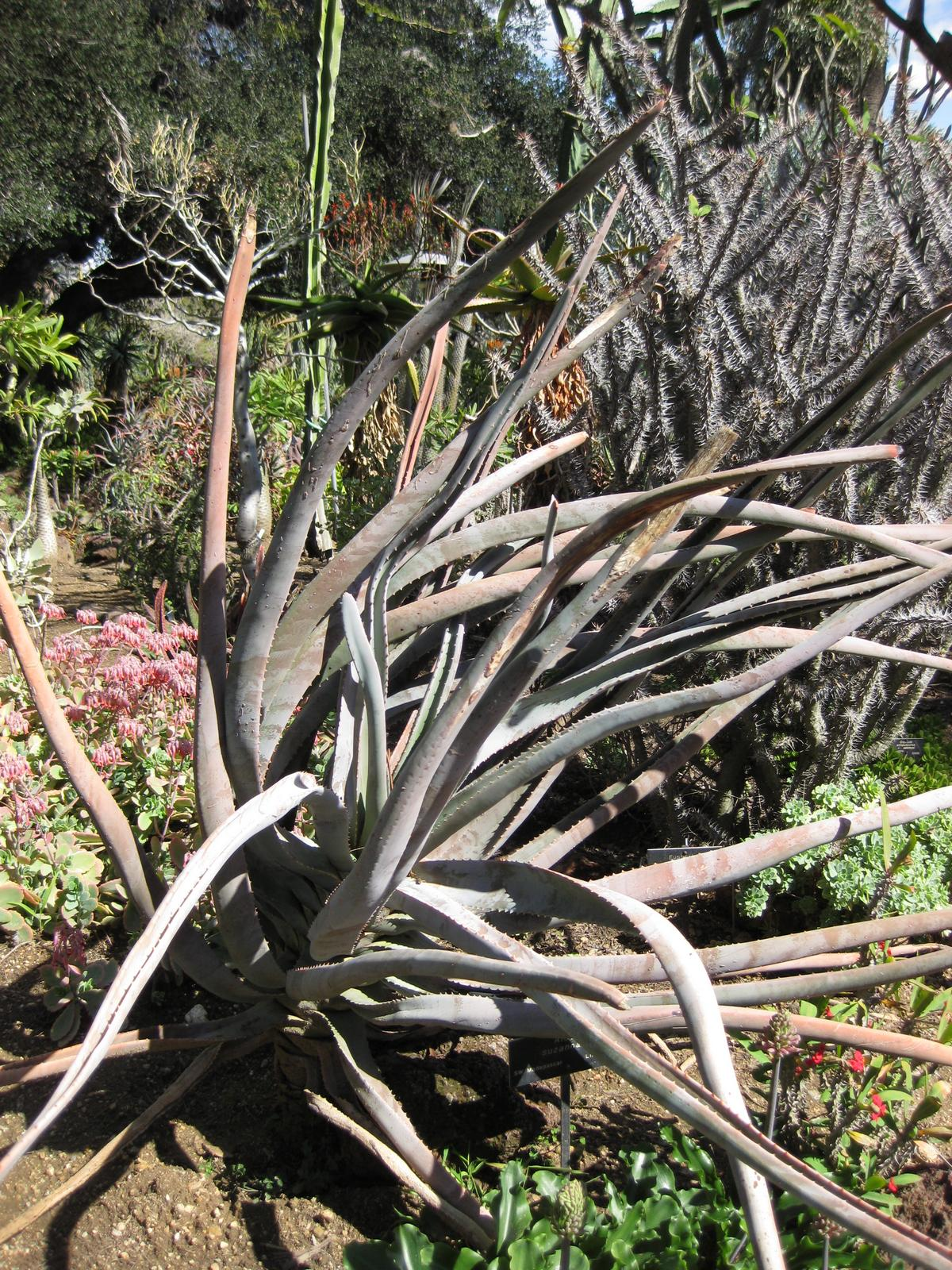
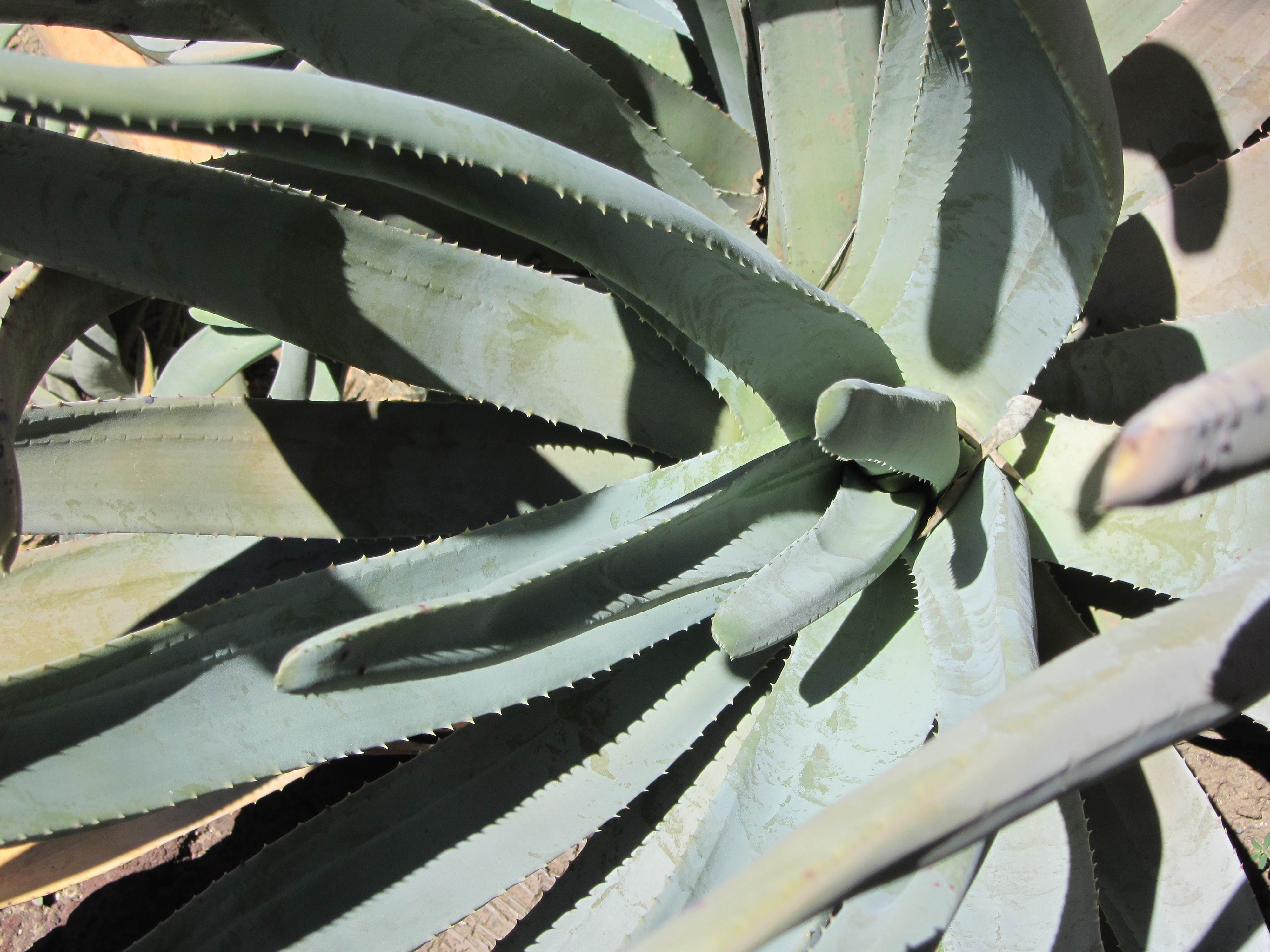
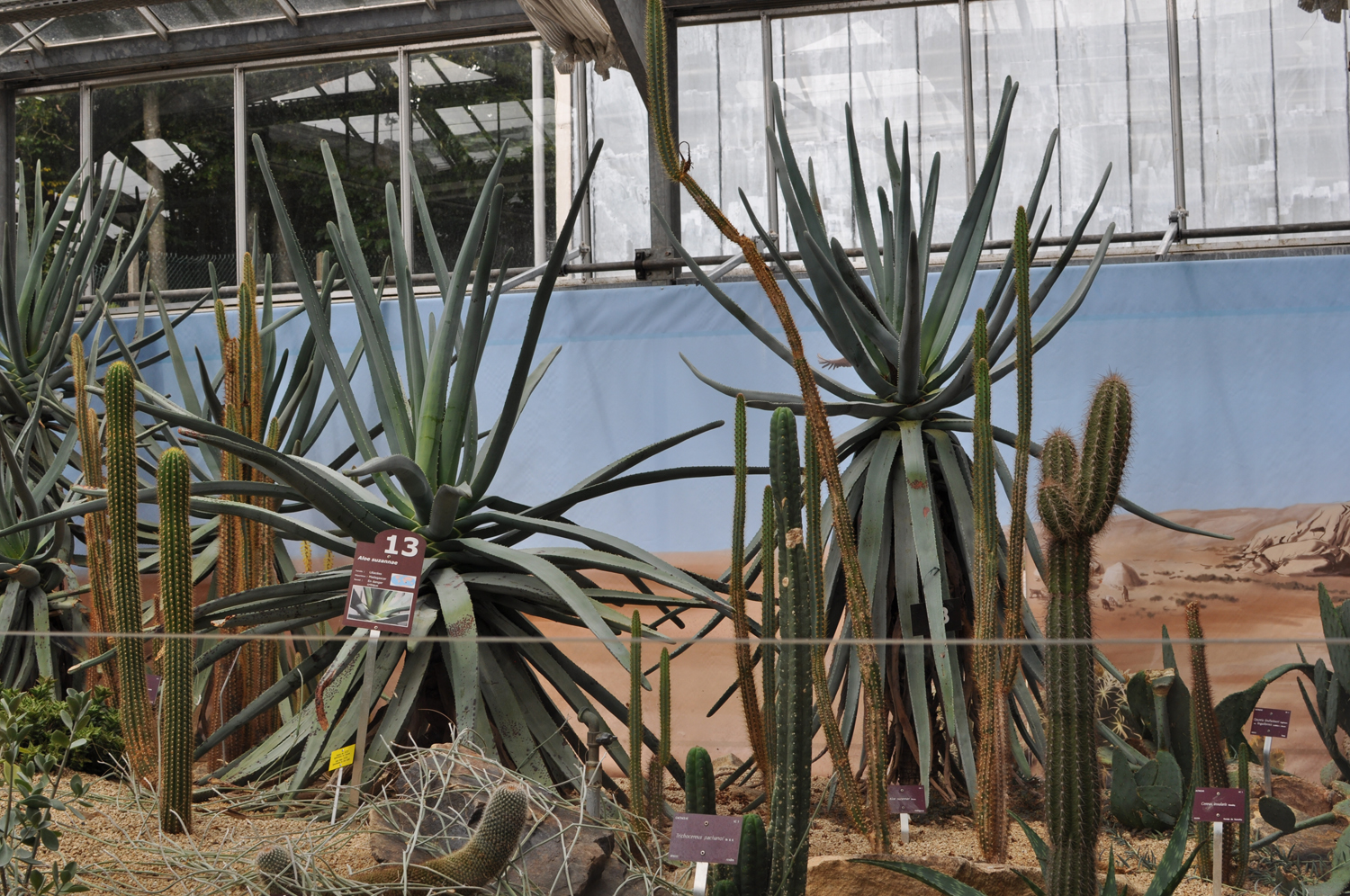